# Wilbert London
Wilbert London (Waco, 17 de agosto de 1997) es un deportista estadounidense que compite en atletismo, especialista en las carreras de relevos.
Ganó tres medallas en el Campeonato Mundial de Atletismo, en los años 2017 y 2019.

## Palmarés internacional
| Campeonato Mundial | Campeonato Mundial    | Campeonato Mundial | Campeonato Mundial |
| Año                | Lugar                 | Medalla            | Prueba             |
| ------------------ | --------------------- | ------------------ | ------------------ |
| 2017               | Londres (Reino Unido) | Medalla de plata   | 4 × 400 m          |
| 2019               | Doha (Catar)          | Medalla de oro     | 4 × 400 m          |
| 2019               | Doha (Catar)          | Medalla de oro     | 4 × 400 m mixto    |